# Grove City (Minnesota)
Pour les articles homonymes, voir Grove City.
Grove City est une ville américaine située dans le Comté de Meeker, dans le Minnesota. Selon le recensement de 2010, sa population est de 635 habitants.

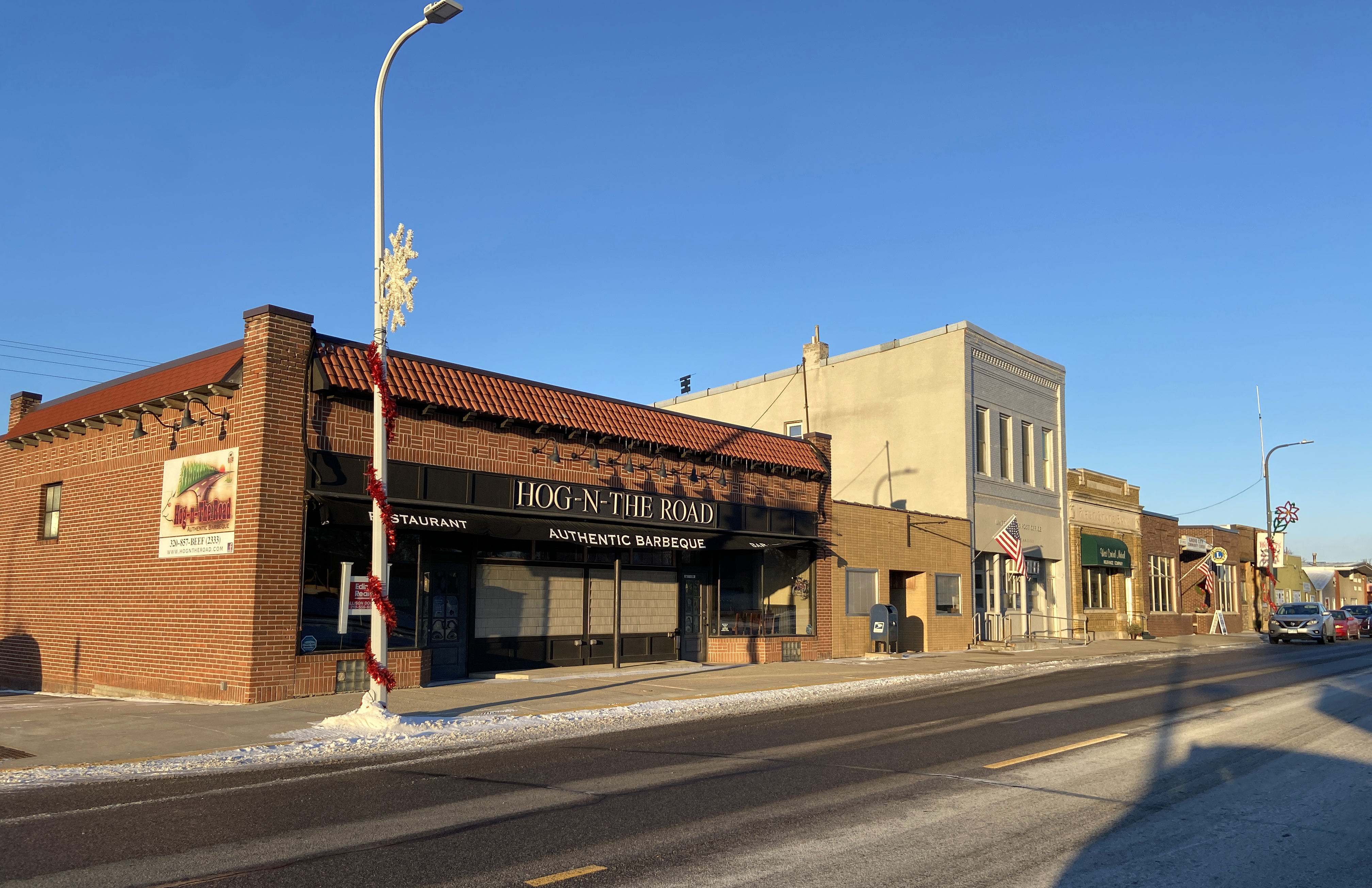
Entreprises de l'avenue Atlantic